# Canton de Gap-3
Le canton de Gap-3 est une circonscription électorale française du département des Hautes-Alpes, créée par le décret du 27 février 2014 et entrant en vigueur lors des élections départementales de 2015.

## Histoire
Un nouveau découpage territorial des Hautes-Alpes entre en vigueur en mars 2015, défini par le décret du 20 février 2014, en application des lois du 17 mai 2013 (loi organique 2013-402 et loi 2013-403). Les conseillers départementaux sont, à compter de ces élections, élus au scrutin majoritaire binominal mixte. Les électeurs de chaque canton élisent au conseil départemental, nouvelle appellation du conseil général, deux membres de sexe différent, qui se présentent en binôme de candidats. Les conseillers départementaux sont élus pour 6 ans au scrutin binominal majoritaire à deux tours, l'accès au second tour nécessitant 12,5 % des inscrits au 1er tour. En outre la totalité des conseillers départementaux est renouvelée. Ce nouveau mode de scrutin nécessite un redécoupage des cantons dont le nombre est divisé par deux avec arrondi à l'unité impaire supérieure si ce nombre n'est pas entier impair, assorti de conditions de seuils minimaux. Dans les Hautes-Alpes, le nombre de cantons passe ainsi de 30 à 15. Le canton de Gap-3 fait partie des sept nouveaux cantons du département, les huit autres cantons portant la dénomination d'un ancien canton, mais avec des limites territoriales différentes.

## Représentation
| Période élective | Période élective | Mandat | Mandat   | Identité         | Nuance | Nuance | Qualité                                                             |
| ---------------- | ---------------- | ------ | -------- | ---------------- | ------ | ------ | ------------------------------------------------------------------- |
| 2015             | 2021             | 2015   | 2021     | Ginette Mostachi |        | DVD    | Conseillère municipale de Gap (2014-)                               |
| 2015             | 2021             | 2015   | 2021     | Christian Hubaud |        | LR     | Agriculteur Maire de Pelleautier (2008-)                            |
| 2021             | 2028             | 2021   | en cours | Christian Hubaud |        | LR     | Conseiller sortant                                                  |
| 2021             | 2028             | 2021   | en cours | Ginette Mostachi |        | DVD    | Conseillère sortante, 6ème Vice-Présidente du conseil départemental |

### Résultats détaillés

#### Élections de juin 2021
Le premier tour des élections départementales de 2021 est marqué par un très faible taux de participation (33,26 % au niveau national). Dans le canton de Gap-3, ce taux de participation est de 31,43 % (2 398 votants sur 7 630 inscrits) contre 41,95 % au niveau départemental. À l'issue de ce premier tour, deux binômes sont en ballottage : Christian Hubaud et Ginette Mostachi (Union à droite, 57,55 %) et Elie Cordier et Joelle Millaire (DVG, 24,01 %).
Le second tour des élections est marqué une nouvelle fois par une abstention massive équivalente au premier tour. Les taux de participation sont de 34,3 % au niveau national, 42,97 % dans le département et 36,03 % dans le canton de Gap-3. Christian Hubaud et Ginette Mostachi (Union à droite) sont élus avec 60,16 % des suffrages exprimés (1 536 voix pour 2 750 votants et 7 633 inscrits),,.

## Composition
| Nom                         | Code Insee | Intercommunalité       | Superficie (km2) | Population (dernière pop. légale)                | Densité (hab./km2) | Modifier                                    |
| --------------------------- | ---------- | ---------------------- | ---------------- | ------------------------------------------------ | ------------------ | ------------------------------------------- |
| Gap (bureau centralisateur) | 05061      | CA Gap-Tallard-Durance | 110,43           | Fraction : 10 426 (2022) Commune : 40 656 (2022) | 368                | modifier les données · modifier les données |
| Canton de Gap-3             | 0508       |                        |                  | 10 426 (2022)                                    |                    | modifier les données                        |

Le canton de Gap-3 comprend la partie de la commune de Gap située au sud d'une ligne définie par l'axe des voies et limites suivantes : depuis la limite territoriale de la commune de Jarjayes, route de Valserres, rue Beauregard, cours de la Luye, ligne droite perpendiculaire au cours de la Luye jusqu'à la rue de Villeneuve, rue de Villeneuve, rue du Parc, avenue Jean-Jaurès, rue Louis-Comté, rue Santos-Dumont, rue Saint-Exupéry, rue des Sagnières, rue du Millepertuies, rue de la Charmille, rue des Genêts, rue des Boutons-d'Or, rue des Lauriers, route des Eysagnières, ligne de chemin de fer de Gap à Veynes, jusqu'à la limite territoriale de la commune de La Freissinouse.

## Démographie
En 2022, le canton comptait 10 426 habitants, en évolution de +2,27 % par rapport à 2016 (Hautes-Alpes : +0,4 %, France hors Mayotte : +2,11 %).
| 2013   | 2018   | 2022   |
| ------ | ------ | ------ |
| 10 281 | 10 055 | 10 426 |